# Elkan Markus Hahn
Elkan Markus Hahn, ab 1820 Eduard Moritz Hahn (* 26. April 1781 in Groß-Glogau, Herzogtum Glogau; † 27. März 1841 in Breslau, Provinz Schlesien), war ein deutscher Mathematiker.

## Leben
Hahn stammte aus einer jüdischen Familie und absolvierte die höheren Schulen in Breslau und Berlin, wobei er ein besonderes Interesse an der Mathematik zeigte. 1801 nahm er das Studium der Architektur an der damals neugegründeten Berliner Bauakademie auf. Ab 1804 trat er durch Übersetzungen mathematischer Werke und durch mathematische Vorträge in Erscheinung. Nach bestandenem Examen erhielt er 1805 eine Anstellung an der Kriegs- und Domänenkammer in Breslau, ging jedoch bereits nach kurzer Zeit nach Pommern, um dort Vermessungen vorzunehmen. 1806 kehrte er nach Berlin zurück. Dort hielt er mathematische Vorlesungen, zugleich wollte er das Große Bauexamen absolvieren. Nachdem allerdings als Folge des Vierten Koalitionskriegs viele Beamte aus den von den Franzosen eingenommenen Gebieten nach Berlin zurückkehrten, sah Hahn keine Möglichkeit mehr in Berlin eine Anstellung zu erhalten.
Hahn verließ Berlin nach kurzer Zeit und ging in das neugegründete Königreich Westphalen. Am westphälischen Hof in Kassel fand er in Johannes von Müller, der das Generaldirektorium des öffentlichen Unterrichts leitete, einen Gönner. Nachdem Hahn an der Universität Marburg zum Doktor der Philosophie promoviert worden war, versuchte Müller ihn dort auf eine Stelle als ordentlicher Professor der Mathematik berufen zu lassen. Dieses Vorhaben scheiterte allerdings. Nach Müllers Tod 1809 war Hahn für dessen Nachfolger Justus Christoph Leist tätig. 1812 sollte er für diesen den Plan für ein Technisches Institut entwerfen, dessen Direktor Hahn werden sollte. Dieser Plan scheiterte allerdings an der Auflösung des Königreichs.
Hahn kehrte 1815 nach Breslau zurück. Dort gründete er ein Technisches Institut als Privatlehranstalt, die er bis zu seinem Tod leitete. Zudem war er von 1815 bis 1834 außerordentlicher Lehrer der Mathematik am Maria-Magdalenen-Gymnasium. Nachdem er mit seiner Frau und seinen Kindern 1820 zum Christentum übergetreten war und den Namen Eduard Moritz angenommen hatte, wurde er außerdem wirklicher Lehrer der Mathematik und Physik an der königlichen Bau- und Kunstschule zu Breslau.
Hahn schrieb unter anderem auch für die Schlesische Zeitung und den Westphälischer Moniteur
Der konservative Politiker, Historiker und Publizist Ludwig Ernst Hahn war sein Sohn.

## Werke (Auswahl)
Eigene Schriften (Auswahl)
- Erleichterter Unterricht in der Decimalrechenkunst: nebst deren Anwendung auf das im Königreich Westphalen eingeführte System der Münzen, Maasen und Gewichte, Krieger, Kassel 1809.
- Vollständiges Lehrbuch der ebenen Geometrie und Trigonometrie zum Gebrauche für zwei Lehr-Curse auf Gymnasien. Mit 17 Falttafeln, Holäufer, Breslau 1818.
- Vollständiges Lehrbuch der Arithmetik und Algebra, mit vorzüglicher Rücksicht auf den Selbstunterricht, Holäufer, Breslau 1820.
- Barometrische Tafeln, mit einer Anleitung zur Kenntniß der meteorologischen Werkzeug, Graß und Barth, Breslau 1823.
- Vollständiges Lehrbuch der Stereometrie und sphärischen Trigonometrie, Kummer, Leipzig 1828.

Übersetzungen (Auswahl)
- Sylvestre Lacroix: Anfangsgründe der Algebra, 2 Bände, Frölich Berlin 1804–1805.
- Sylvestre Lacroix: Anfangsgründe der Arithmetik als Einleitung zu Lacroix's Algebra, Frölich, Berlin 1805.
- Sylvestre Lacroix: Anfangsgründe der ebenen und sphärischen Trigonometrie und der höhern Geometrie, Frölich, Berlin 1805.
- Sylvestre Lacroix: Weitere Ausführung zu Lacroix's Geometrie, Frölich, Berlin 1805.
- Louis Pouissant: Sammlung verschiedener Aufgaben der Geometrie: aufgelöst und bewiesen durch die algebraische Analysis, Frölich, Berlin 1806.
- Gaspard Monge: Anfangsgründe der Statik: Mit 5 Kupfern, Frölich, Berlin 1806.
- Joseph Louis Adrien Amondieu: Amondieu's Versuch eines elementarischen Lehrbegriffs der Optik: enthaltend die beiden Theorien des Lichts, nach dem Wellen-Systeme und dem Emissions-Systeme, Kummer, Leipzig 1827.